# Цулукидзе, Александр Григорьевич
Александр (Саша) Григорьевич Цулукидзе (груз. ალექსანდრე (საშა) გრიგოლის ძე წულუკიძე; 1 [13] ноября 1876, Хони — 9 [21] июня 1905, Кутаиси) — российский революционер, литературовед.

## Биография
Родился 1 (13) ноября 1876 года в дворянской семье в местечке Хони, Грузия. Учился в Кутаисской прогимназии, затем — в гимназии, которую он не окончил.
Сначала работал в грузинской газете «Иверия», затем — в газете «Квали»
В 1896 году вступил в кутаисскую социал-демократическую группу, вёл революционную работу в Тифлисе и Баку. В 1897—1899 годах был слушателем юридического факультета Московского университета и членом студенческого марксистского кружка. «Духовная пища в Москве неисчерпаема», писал он своим друзьям в Грузии, сообщая о глубоком изучении трудов Маркса и Энгельса. 
В 1900—1901 годах руководил забастовкой тифлисских рабочих, рабочим кружком в Батуми. Организовал вместе с Ладо Кецховели и Иосифом Джугашвили газету «Борьба» («Брдзола»), в которой критиковал легальных марксистов, националистов и меньшевиков и выступал как один из первых грузинских литературоведов-марксистов; в 1903 году — один из организаторов Кавказского союзного комитета РСДРП. С появлением еженедельника «Могзаури» (груз. მოგზაური, «Путник») принял в ней самое деятельное участие.
Принял участие в революции 1905 года, но был арестован.
Умер в Кутаиси от туберкулеза 9 (22) июня 1905 года. Был похоронен в Хони, который в 1936—1989 годах носил название Цулукидзе. 
Его имя носил также Кутаисский государственный педагогический институт. Именем Цулукидзе названы улицы в Уфе, Кривом Роге, Алматы и центральной улицы в городе Поти (впоследствии переименованной в ул. Парнаваз Мепе).
В 1936 году Тбилисским филиалом Музея В. И. Ленина был основан Дом-музей А. Г. Цулукидзе в Кутаиси и выставка документов и материалов, освещающих жизнь и революционную деятельность боевого соратника и друга великого Сталина, члена Кавказского союзного комитета РСДРП — Александра Цулукидзее.

## Семья
- Жена: Елена Лордкипанидзе. 
  - сын Ираклий, женился на Анне Майсурадзе (оба репрессированны, погибли в 1930-х гг.).
    - Елена (Лика), вышла замуж за Валерия Дунаевского.
      - 2 дочери -  Саломэ и Анна.